# Titas Stremavičius
Titas Stremavičius est un joueur d'échecs lituanien né le 15 février 1998 à Kaunas.
Au 1er octobre 2023, il est le troisième joueur lituanien avec un classement Elo de 2 563 points.

## Biographie et carrière
Grand maître international depuis 2020, Tomas Laurušas a remporté le championnat de Lituanie d'échecs en 2021 et finit deuxième en 2015, 2016 et 2023.
Titas Stremavičius a représenté la Lituanie lors des deux olympiades de 2018 et 2022, jouant au quatrième échiquier de l'équipe nationale en 2018 (6,5/9) et au deuxième échiquier en 2022. Lors de l'Olympiade d'échecs de 2018, il marqua 5,5 points sur 10 au deuxième échiquier et la Lituanie  finit dixième de la compétition.
En mars 2023, il remporte le tournoi fermé de Kvisla en Norvège avec 7 points sur 9.
En avril 2023, il remporte grâce à un meilleur départage le 43e Open de San Sebastian avec 7,5 points sur 9.